# ダミアン・トリフコヴィッチ
ダミアン・トリフコヴィッチ（Damjan Trifković 、1987年7月22日 - ）は、スロベニア・スロヴェニ・グラデツ出身の元プロサッカー選手。現役時代のポジションは、ミッドフィールダー（攻撃的ミッドフィールダー）。